# Чертовицы
Чертовицы — село на юго-востоке Рамонского района Воронежской области.
Входит в состав Айдаровского сельского поселения.

## География
Находится в 11 километрах от Воронежа. На юго-западной окраине села проходит трасса M4. В 1,5 км от Чертовиц находится международный аэропорт «Чертовицкое».

## История
Первое упоминание о селе относится к 1585 году. Название Чертовицы образовано от «черта, граница» и связано с разграничительной линией, проходившей между Рязанским и Воронежским княжествами.

## Население
| 1859 | 1897  | 2010  |
| ---- | ----- | ----- |
| 990  | ↗1393 | ↘1199 |

## Достопримечательности
- Архангельская церковь[6] построенная в 1763 году — одна из главных достопримечательностей села. Постройка выполнена в классическом стиле.
- Поместье графа Толстого. Здание относится к началу XIX века, выполнена в стиле классицизма.
- Земская школа, построенная в 1914 году, представляет собой одноэтажное здание из красного кирпича.
- Санаторий имени Дзержинского. Имеет большое культурное и экономическое значение.

## Транспорт
В Чертовицы ходят маршруты:
- № 305 «Воронеж — Чертовицы»